# 페르시아 정원

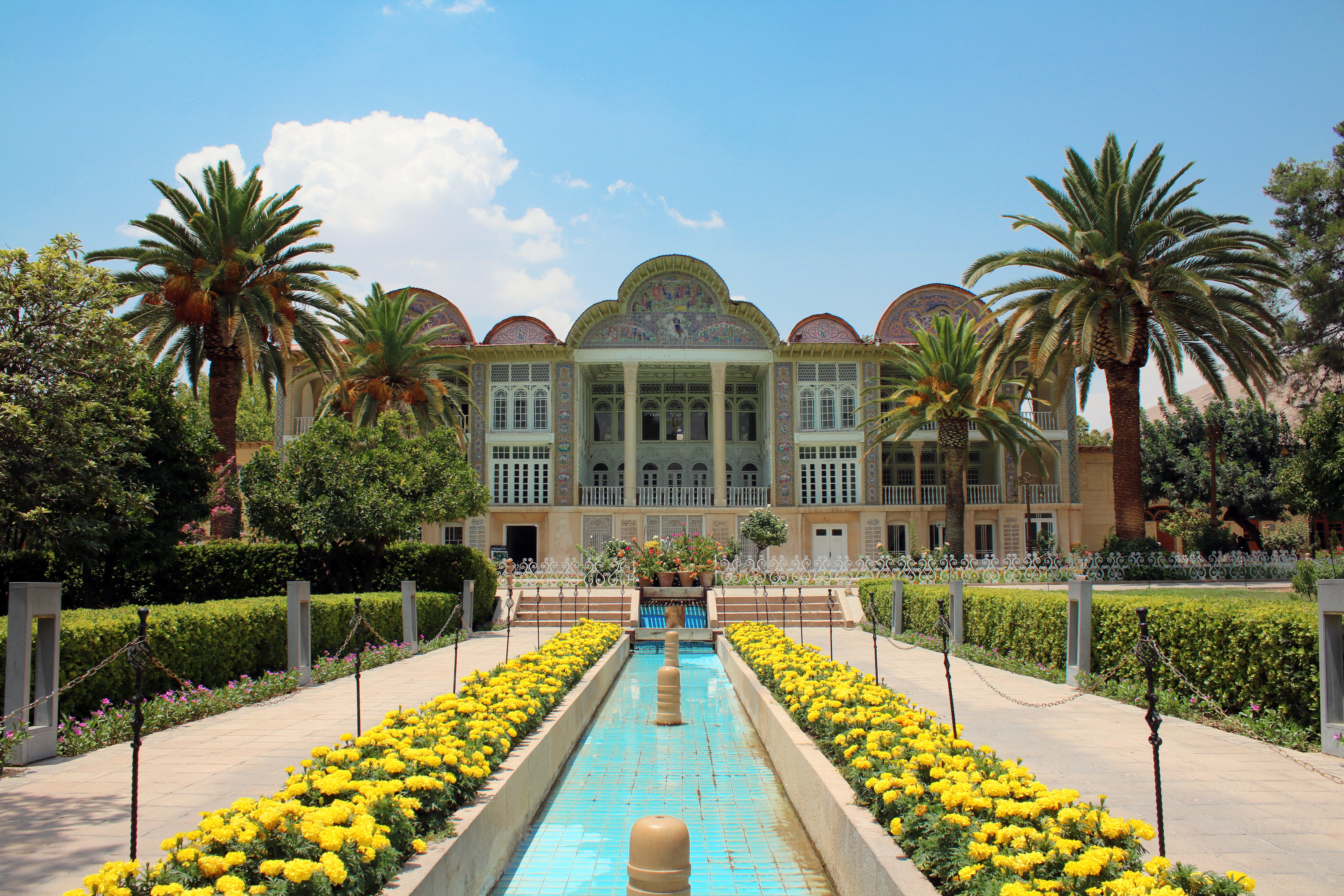
에람 정원

페르시아 정원(Persian gardens) 또는 이란 정원(페르시아어: باج ایرانی)으로 대표되는 정원 디자인의 전통과 스타일은 아케메네스 제국 시대에 등장한 "조경" 정원 스타일이다. 페르시아 정원의 한 예인 낙원정원은 안달루시아주에서 인도 및 그 너머까지 정원 디자인에 영향을 미쳤다. 알람브라 정원은 스페인의 알안달루스 시대부터 무어 궁전 규모로 페르시아 정원 철학과 스타일의 영향을 보여준다. 후마윤 묘지와 타지마할에는 인도 무굴 제국 시대부터 세계 최대 규모의 페르시아 정원이 있다.

## 같이 보기
- 낙원정원